# Cerovice
Cerovice (cyr. Церовице) – wieś w Czarnogórze, w gminie Kolašin. W 2011 roku liczyła 57 mieszkańców.